# Lijst van nationale parken in Hongarije
De volledige lijst van nationale parken in Hongarije staat hieronder met de daarbij behorende beschermde landschappen. Hongarije kent in totaal tien nationale parken (Nemzeti Park) en 39 beschermde landschappen (Tájvédelmi Körzet).
De nationale parken van Aggtelek, Fertő-Hanság en Hortobágy zijn Werelderfgoed.
| Nationale parken en beschermde landschappen                    | Oprichting (jaartal) | Totaal oppervlak (ha) | waarvan reservaat (ha) | Ligging                                                                                       | Foto |
| -------------------------------------------------------------- | -------------------- | --------------------- | ---------------------- | --------------------------------------------------------------------------------------------- | ---- |
| Nationaal park Aggtelek Aggteleki Nemzeti Park                 | 1985                 | 20.170                | 4791                   | Lijst van nationale parken in Hongarije (Hongarije) · Lijst van nationale parken in Hongarije |      |
| Tokaj-Bodrogzug Tájvédelmi Körzet                              | 1986                 | 5286                  | 665                    |                                                                                               |      |
| Zempléni Tájvédelmi Körzet                                     | 1984                 | 27.783                | 2395                   |                                                                                               |      |
| Nationaal park Balaton-hoogland Balaton-felvidéki Nemzeti Park | 1997                 | 56.997                | 11.282                 | Lijst van nationale parken in Hongarije (Hongarije) · Lijst van nationale parken in Hongarije |      |
| Magas-bakonyi Tájvédelmi Körzet                                | 1991                 | 8753                  | 478                    |                                                                                               |      |
| Mura-menti Tájvédelmi Körzet                                   | 2007                 | 1904                  | -                      |                                                                                               |      |
| Somló Tájvédelmi Körzet                                        | 1983                 | 585                   | 88                     |                                                                                               |      |
| Nationaal park Bükk Bükki Nemzeti Park                         | 1977                 | 43.168                | 6009                   | Lijst van nationale parken in Hongarije (Hongarije) · Lijst van nationale parken in Hongarije |      |
| Borsodi Mezőség Tájvédelmi Körzet                              | 1989                 | 17.932                | -                      |                                                                                               |      |
| Hevesi Füzes Puszták Tájvédelmi Körzet                         | 1993                 | 16.114                | -                      |                                                                                               |      |
| Hollókői Tájvédelmi Körzet                                     | 1977                 | 141                   | -                      |                                                                                               |      |
| Karancs-Medves Tájvédelmi Körzet                               | 1989                 | 6928                  | 447                    |                                                                                               |      |
| Kelet-cserháti Tájvédelmi Körzet                               | 1989                 | 7425                  | 493                    |                                                                                               |      |
| Kesznyéteni Tájvédelmi Körzet                                  | 1990                 | 6084                  | -                      |                                                                                               |      |
| Lázbérci Tájvédelmi Körzet                                     | 1975                 | 3634                  | 683                    |                                                                                               |      |
| Mátrai Tájvédelmi Körzet                                       | 1985                 | 11.841                | 2190                   |                                                                                               |      |
| Tarnavidéki Tájvédelmi Körzet                                  | 1993                 | 9569                  | 536                    |                                                                                               |      |
| Nationaal park Donau-Drava Duna-Drava Nemzeti Park             | 1996                 | 49.478                | 14.776                 | Lijst van nationale parken in Hongarije (Hongarije) · Lijst van nationale parken in Hongarije |      |
| Boronka-melléki Tájvédelmi Körzet                              | 1991                 | 8232                  | 499                    |                                                                                               |      |
| Dél-Mezőföldi Tájvédelmi Körzet                                | 1999                 | 7546                  | 965                    |                                                                                               |      |
| Kelet-Mecsek Tájvédelmi Körzet                                 | 1977, 1996           | 9348                  | 1180                   |                                                                                               |      |
| Nyugat-Mecsek Tájvédelmi Körzet                                | 2009                 | 10.315                | -                      |                                                                                               |      |
| Zselici Tájvédelmi Körzet                                      | 1976                 | 8337                  | 140                    |                                                                                               |      |
| Nationaal park Donau-Ipoly Duna-Ipoly Nemzeti Park             | 1997                 | 60.314                | 8417                   | Lijst van nationale parken in Hongarije (Hongarije) · Lijst van nationale parken in Hongarije |      |
| Budai Tájvédelmi Körzet                                        | 1978                 | 10.528                | -                      |                                                                                               |      |
| Gerecsei Tájvédelmi Körzet                                     | 1977                 | 8739                  | 1365                   |                                                                                               |      |
| Gödöllői-Domvidék Tájvédelmi Körzet                            | 1990                 | 11.817                | 3128                   |                                                                                               |      |
| Ócsai Tájvédelmi Körzet                                        | 1975                 | 3645                  | 1466                   |                                                                                               |      |
| Sárréti Tájvédelmi Körzet                                      | 1986                 | 2219                  | 422                    |                                                                                               |      |
| Sárvíz-völgye Tájvédelmi Körzet                                | 1997                 | 2650                  | 157                    |                                                                                               |      |
| Tápió-Hajta Vidéke Tájvédelmi Körzet                           | 1998                 | 4515                  | 182                    |                                                                                               |      |
| Vértesi Tájvédelmi Körzet                                      | 1976                 | 15.035                | 1212                   |                                                                                               |      |
| Nationaal park Fertő-Hanság Fertő-Hanság Nemzeti Park          | 1991                 | 23.731                | 7659                   | Lijst van nationale parken in Hongarije (Hongarije) · Lijst van nationale parken in Hongarije |      |
| Pannonhalmi Tájvédelmi Körzet                                  | 1992                 | 8272                  | 64                     |                                                                                               |      |
| Soproni Tájvédelmi Körzet                                      | 1977                 | 4891                  | 734                    |                                                                                               |      |
| Szigetközi Tájvédelmi Körzet                                   | 1987                 | 9682                  | 1426                   |                                                                                               |      |
| Nationaal park Hortobágy Hortobágyi Nemzeti Park               | 1973                 | 82.000                | 8770                   | Lijst van nationale parken in Hongarije (Hongarije) · Lijst van nationale parken in Hongarije |      |
| Bihari-sík Tájvédelmi Körzet                                   | 1998                 | 17.095                | -                      |                                                                                               |      |
| Hajdúsági Tájvédelmi Körzet                                    | 1988                 | 7101                  | -                      |                                                                                               |      |
| Közép Tiszai Tájvédelmi Körzet                                 | 1978                 | 9455                  | 833                    |                                                                                               |      |
| Szatmár-Beregi Tájvédelmi Körzet                               | 1982                 | 22.246                | 2307                   |                                                                                               |      |
| Nationaal park Kiskunság Kiskunsági Nemzeti Park               | 1975                 | 51.318                | 11.318                 | Lijst van nationale parken in Hongarije (Hongarije) · Lijst van nationale parken in Hongarije |      |
| Pusztaszeri Tájvédelmi Körzet                                  | 1976                 | 22.325                | 1013                   |                                                                                               |      |
| Martélyi Tájvédelmi Körzet                                     | 1971                 | 2.260                 | -                      |                                                                                               |      |
| Körös-éri Tájvédelmi Körzet                                    | 2012                 | 2800                  | -                      |                                                                                               |      |
| Nationaal park Körös-Maros Körös-Maros Nemzeti Park            | 1997                 | 51.125                | 6419                   | Lijst van nationale parken in Hongarije (Hongarije) · Lijst van nationale parken in Hongarije |      |
| Nationaal park Őrség Őrségi Nemzeti Park                       | 2002                 | 43.997                | 3104                   | Lijst van nationale parken in Hongarije (Hongarije) · Lijst van nationale parken in Hongarije |      |
| Kőszegi Tájvédelmi Körzet                                      | 1980                 | 4351                  | 550                    |                                                                                               |      |
| Sághegyi Tájvédelmi Körzet                                     | 1975                 | 235                   | 24                     |                                                                                               |      |